# François Blondel (architekt)
François Blondel, właśc. Nicolas-François Blondel (ochrz. 15 czerwca 1618 w Ribemont, zm. 21 stycznia 1686 w Paryżu) – francuski architekt i teoretyk architektury. Jako estetyk nawiązywał do twórczości Witruwiusza, a także Vingoli, Andrei Palladiana i Vincenza Scamozziego. Jego prace wpłynęły na styl klasycystyczny w architekturze francuskiej.

## Życiorys
Studiował matematykę w Collège de France oraz Académie des Sciences, po czym w latach 1652–55 odbył podróż po Europie. Od 1657 do 1659 brał udział w kilku misjach dyplomatycznych. W 1665 otrzymał tytuł inżyniera królewskiego, w 1671 objął zaś stanowisko dyrektora Académie Royale d'Architecture.
W latach 1672–73 w Paryżu zostały wzniesione trzy bramy wg jego projektów: św. Bernarda, św. Antoniego oraz św. Dionizego

## Dzieła
- 1673: Résolution des quatre principaux problèmes d'architecture
- 1675–83: Cours d'architecture enseigné dans l'Académie royale